# Tiníste
Tiníste (en (ucraïnès) Тінисте, en rus: Тенистое) és un poble de la República Autònoma de Crimea a Ucraïna, que el 2014 tenia 1.211 habitants. Pertany al districte de Bakhtxissarai. Fins al 1945 la vila es deia Kalimtai.